# Dumbledore Serege
A Harry Potter-sorozatban a Dumbledore Serege (DS) egy diákokból álló titkos szervezet, amelynek célja a defenzív mágia gyakorlása, elsajátítása. A szervezet alapítója Hermione Granger, vezetője Harry Potter. 

## Története
|  | Alább a cselekmény részletei következnek! |

A szervezet létrejöttének fő oka a Roxfort új sötét varázslatok kivédése tanára, Dolores Umbridge, aki első óráján kijelenti, hogy nem fog gyakorlati órákat tartani tanítványainak, csak a defenzív mágia elméletével fognak megismerkedni.
Ennek hatására Hermione Granger kiötli, hogy tanuljanak önállóan sötét varázslatok kivédését, Harry Potter vezetésével. Bár Harry eleinte ellenzi a dolgot, később beadja derekát.
A szervezet megalapítására a Szárnyas Vadkan nevű roxmortsi kocsmában kerül sor, ahol 29-en gyűlnek össze. A gyűlés keretein belül megbeszélik, hogy mindig olyan időpontokra fogják tenni a találkozókat, melyek alatt egyikőjüknek sincsen kviddicsedzése, vagy egyéb elfoglaltsága. Végül a jelenlevő diákok felírják nevüket egy a későbbiekben Hermione által őrzött pergamenre.
Pár nappal később a Mágiaügyi Minisztérium kiadja 24-es számú oktatásügyi rendeletet, melynek értelmében a Roxfort tanulóinak körében működő szervezetek, egyesületek, egyletek, társaságok, csapatok és körök feloszlatásra kerülnek.
Harry és két barátja a rendelet kiadása után se mond le a szervezetről, melynek helyszínét Dobby (a filmben Neville Longbottom) segítségével találják meg. A házimanó beszámol nekik a Szükség Szobájának létezéséről, mely mindenkinek az adott szükségleteik szerint változik.
A szervezet tagjai felkeresik a szobát, majd megválasztják vezetőjüknek Harry-t. Emellett nevet is adnak a szervezetnek. Felmerül az "Umbridge-ellenes Liga", a "Mulya a Mágiaügyi Minisztérium" és a "Defenzív Szakkör" név is, de végül a Dumbledore Serege elnevezésre esik a választás Ginny Weasley javaslata nyomán. A név kiválasztása után Hermione szétoszt a tagok között egy-egy Protheus bűbájjal (mely nagyon hasonlít a Sötét Jegyhez) ellátott hamis galleont, ami égetően felforrósodik a tagok zsebében, ha Harry megjelöli a következő edzés időpontját. Így később a Dumbledore Serege jelzőeszközévé vált.
Ezután egy ideig zavartalanul folynak az edzések (a tagok több hasznos ártást és védekezést is megtanulnak), mígnem az egyik összejövetelen hirtelen megjelenik Dobby, majd figyelmezteti a Dumledore Serege tagjait, hogy hagyják el a szobát, mivel Umbridge megtudta, hogy jelenleg is edzést tartanak (a szervezet működését Marietta Edgecombe árulta el, aki Hermione átkát, vagyis az arcán gennyes pattanásokból kirajzolódó "ÁRULÓ" feliratot volt kénytelen viselni tettéért). A menekülés közben elfogják Harry-t és több társát, majd elkezdik vallatni őket az iskola vezetősége és a mágiaügyi miniszter, Cornelius Caramel előtt. A vallatás előrehaladtában Albus Dumbledore, a Roxfort igazgatója magára vállalja a felelősséget, elmondása szerint magánhadsereget akart toborozni a diákokból. Így a Dumbledore Serege tagjai megússzák a kirúgást, viszont Dumbledore-nak mennie kell az iskolából.
Bár a szervezetet leleplezik, néhány hűséges tag (Például: Neville Longbottom és Luna Lovegood) továbbra is életben tartják a szervezetet, így a DS egészen a hetedik könyv utolsó csatájáig működik.

## Tagjai
| - Harry Potter (Griffendél) - vezető - Hermione Granger (Griffendél) - alapító - Ron Weasley (Griffendél) - Ginny Weasley (Griffendél) - Fred Weasley (Griffendél) - George Weasley (Griffendél) - Lee Jordan (Griffendél) - Angelina Johnson (Griffendél) - Alicia Spinnet (Griffendél) - Katie Bell (Griffendél) - Neville Longbottom (Griffendél) - Dean Thomas (Griffendél) - Seamus Finnigan (Griffendél) - Parvati Patil (Griffendél) - Lavender Brown (Griffendél) | - Colin Creevey (Griffendél) - Dennis Creevey (Griffendél) - Padma Patil (Hollóhát) - Cho Chang (Hollóhát) - Marietta Edgecombe (Hollóhát) - Luna Lovegood (Hollóhát) - Michael Corner (Hollóhát) - Terry Boot (Hollóhát) - Antony Goldstein (Hollóhát) - Susan Bones (Hugrabug) - Ernie MacMillan (Hugrabug) - Hannah Abbott (Hugrabug) - Justin Finch-Fletchley (Hugrabug) - Zacharias Smith (Hugrabug) |